# Athy
Athy (Gealisch: Baile Átha Í) is een plaats in County Kildare aan de rand van de rivier de Barrow en het Grand Canal. Het is 72 kilometer ten zuidwesten van Dublin gelegen.
Met een inwonertal van 10.490 (volgens de 2011 census) is het de op 6 na grootste plaats in Kildare en is het de 50ste in de Republiek. 
De stad is vernoemd naar ene Ae die in de tweede eeuw gedood werd bij het oversteken van de rivier. De naam betekent "De stad bij Ae's doorwaadbare plaats". Athy heeft een spoorverbinding met Dublin.